# Matzenheim
Matzenheim ist eine französische Gemeinde mit 1490 Einwohnern (Stand 1. Januar 2021) an der Ill im Département Bas-Rhin in der Region Grand Est (bis 2015 Elsass). Matzenheim liegt an der Bahnstrecke Straßburg–Basel.

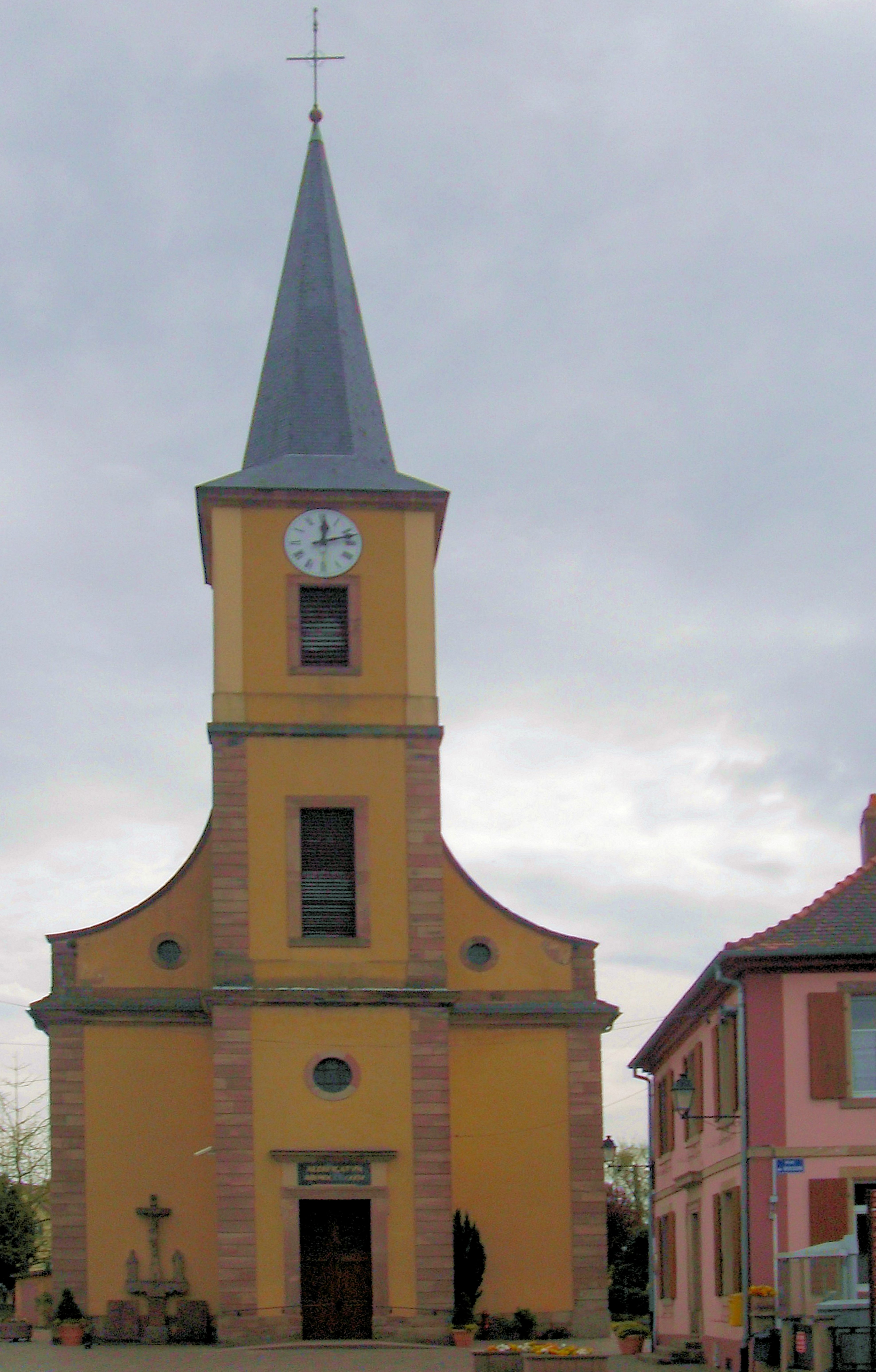
Kirche St. Sigismund

## Bevölkerungsentwicklung
| 1962 | 1968 | 1975 | 1982 | 1990 | 1999 | 2006 | 2012 | 2018 |
| ---- | ---- | ---- | ---- | ---- | ---- | ---- | ---- | ---- |
| 675  | 667  | 665  | 1027 | 1130 | 1133 | 1377 | 1416 | 1459 |

## Sehenswürdigkeiten
- Kirche St. Sigismund
- Château des comtes de Werde, festes Haus der Grafen von Werd aus dem 12. Jahrhundert und heute ein Hotel
- Collège Saint-Joseph, auf das 19. Jahrhundert datiert und heute in privatem Besitz